# Ricky Rubio
Ricard "Ricky" Rubio Vives (El Masnou, Barcelona, 21. listopada 1990.) španjolski je profesionalni košarkaš. Izabran je u 1. krugu (5. ukupno) NBA drafta 2009. od strane Minnesota Timberwolvesa.Igra na poziciji razigravača, i trenutačno je član Utah Jazz. Za prvu momčad Joventuta debitirao je 15. rujna 2005. godine, s nepunih 15 godina. Jedan od najnadarenijih košarkaša današnjice, izvan NBA lige.

## Profil
Unatoč svojoj mladosti, Rubio je pokazao nevjerojatan talent, vještinu s loptom i i zrelost tijekom svojih igara. Nekoliko dana nakon što je kao 17-godišnjak debitirao u seniorskom dresu španjolske reprezentacije, počeli su ga uspoređivati s hrvatskim dvojcem Draženom Petrovićem i Tonijem Kukočem. Bivši igrač NBA Pepe Sanchez, hvalio je tada 15-godišnjeg Rubija:
Rubio je bio zaštićen od prevelike medijske pozornosti. DKV Joventut se je zajedno s njegovim roditeljima dogovorio da mu je zabranjeno davati izjave za novinare dok ne navrši 18 godina. Međutim, to pravilo je nakratko bilo prekinuto zato što je izabran na popis španjolskih reprezentativaca koji će nastupiti na Olimpijskim igrama u Pekingu 2008. Svoju prvu konferenciju za novinare održao je početkom lipnja 2008.

## Karijera
Rubio je za DKV Joventut u španjolskoj ligi debitirao tijekom sezone 2005./06. Iste godine je s klubom osvojio FIBA Eurokup. U sezoni 2006./07. bio je vodeći "kradljivac" ACB lige. Iste sezone je izabran za "otkriće ACB lige". Međunarodna košarkaška federacija (FIBA) izabrala ga je za najboljeg mladog europskog košarkaša 2007. i 2009. godine. 
U Euroligi je debitirao 24. listopada 2006. protiv Panathinaikosa kao Bennettova zamjena. Rubio je u svojoj prvoj euroligaškoj sezoni postizao 3.6 poena i 2.8 asistencija po utakmici. Godine 2008. s tadašnjim bek šuterom Blazersa Rudyjem Fernándezom odveo je svoju momčad do naslova ULEB kupa. Iako su u Badaloni povećali Rubijeva primanja s 80,000 € na 300,000 € godišnje i s katalonskim klubom ima ugovor do ljeta 2011., on se odlučio prijaviti na NBA draft 2009. Ako se već nakon drafta odluči otići u NBA, Joventut će za njega tražiti odštetu od šest milijuna €, koliko nalaže sama ugovorna klauzula. Problem je što NBA klubovi prema kolektivnom ugovoru za novaka imaju pravo platiti maksimalno 390.000 € odštete, a Rubio bi u tom slučaju morao sam isplatiti svoj ugovor. 26. srpnja 2009. Rubio je navodno prešao u redove Real Madrida te potpisao dvogodišnji ugovor kojim bi godišnje zarađivao oko milijun eura. Međutim, dva tjedna kasnije DKV Joventut je opovrgao te navode i u javnost pustio vijest da će Rubio ostati u Badaloni sve do isteka ugovora. 26. kolovoza 2009. Joventut i Barcelona postigli su dogovor po kojem će Rubio preći u redove Barcelone za rekordnih 3,5 milijuna eura te po tome ovaj transfer postaje najskuplji u povijesti španjolske ACB lige.

### NBA draft
Izabran je kao peti izbor prve kruga NBA drafta 2009. od strane Minnesota Timberwolvesa.

## Španjolska reprezentacija

#### Španjolska U-16 reprezentacija
S španjolskom U-16 reprezentacijom osvojio je zlatnu medalju na Europskom U-16 prvenstvu 2006. godine. Tijekom natjecanja, Rubio je zabilježio tri triple-doublea i jedan quadruple-double učinak. Posebno se pamti utakmica protiv kadeta Rusije, kada je postigao 51 bod, 24 skoka, 12 asistencija i sedam ukradenih lopti. Na kraju natjecanja, Rubio izabran je za najkorisnijeg igrača prvenstva. 

#### Španjolska U-18 reprezentacija
S španjolskom U-18 reprezenatcijom igrao je na Europskom U-18 prvenstvu 2007. godine. U prosjeku je postizao 19.1 poena, 5 skokova, 4.8 asistencija i 4 ukradene lopte za 28 minuta provedenih na parketu. Unatoč svojim odličnim igrama, Španjolska je natjecanje završila tek na 5. mjestu. Na Europskom U-18 prvenstvu 2008. godine, Rubio nije igrao zbog poziva u seniorsku španjolsku reprezentaciju. 

#### Španjolska seniorska reprezentacija
Pozvan je u španjolsku reprezentaciju koja će sudjelovati na Olimpijskim igrama u Pekingu 2008. Zajedno s igračima poput Pau Gasola, José Calderóna, Rudy Fernándeza, Marca Gasola, Raúl Lópeza, Jorge Garbajose i Juana Carlosa Navarra. S reprezentacijom je na Olimpijskim igrama osvojio srebrnu medalju, a time je postao najmlađim košarkašem u povijesti koji je igrao finale Olimpijskih igara. U finalu je Španjolsku porazila reprezentacija SAD-a 118-107, a Jason Kidd je izjavio:
 Na Eurpskom prvenstvu u Poljskoj 2009., pomogao je momčadi ostvariti zlatnu medalju i izravan plasman na Svjetsko prvenstvo u Tursku 2010. godine.

## Vanjske poveznice
- Službena stranica  Arhivirana inačica izvorne stranice od 7. siječnja 2012. (Wayback Machine)
- Profil na Euroleague.net
- Profil na FIBAEurope.com
- Profil  Arhivirana inačica izvorne stranice od 1. ožujka 2012. (Wayback Machine) na ACB.com (šp.)
- Profil  Arhivirana inačica izvorne stranice od 23. svibnja 2009. (Wayback Machine) na ESPN.com
- Profil  Arhivirana inačica izvorne stranice od 6. ožujka 2021. (Wayback Machine) na Basketpedya.com